# Jabal ad-Dukhan
Jabal ad-Dukhan (en árabe: جبل الدخان‎) es una montaña de situada en la isla de Baréin que es el punto más elevado del país. Se encuentra a 134 m s. n. m. El nombre en árabe significa Montaña de humo debido a la niebla que hay en la zona muchos días.

## Árbol de la vida

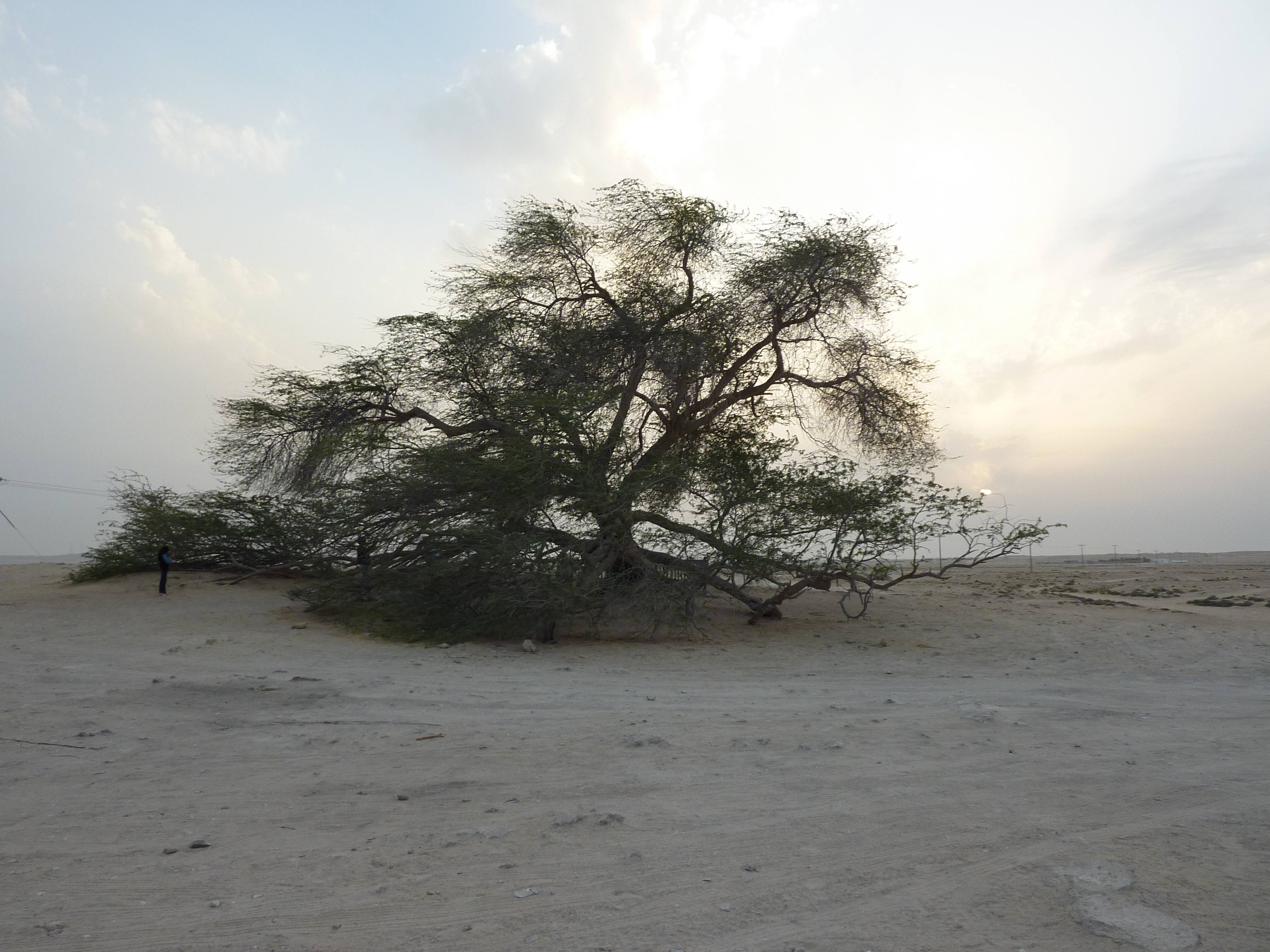
El Árbol de la Vida de Baréin.

El Árbol de la vida (شجرة الحياة, Shajarat al-Hayah) es un árbol de 400 años de edad que se mantiene verde en mitad del desierto, cerca del Jabal ad-Dukhan. Es usado como mezquita y está considerado una maravilla natural. Es el único árbol en un radio de 2 km. 
La fuente de la que el árbol extrae el agua es un misterio, puesto que en la zona no se ha encontrado ningún manantial.